# Strelitzien
Die Pflanzengattung Strelitzia gehört zur Familie der Strelitziengewächse (Strelitziaceae). Diese Gattung umfasst etwa fünf Arten, die im südlichen Afrika vorkommen.

## Beschreibung

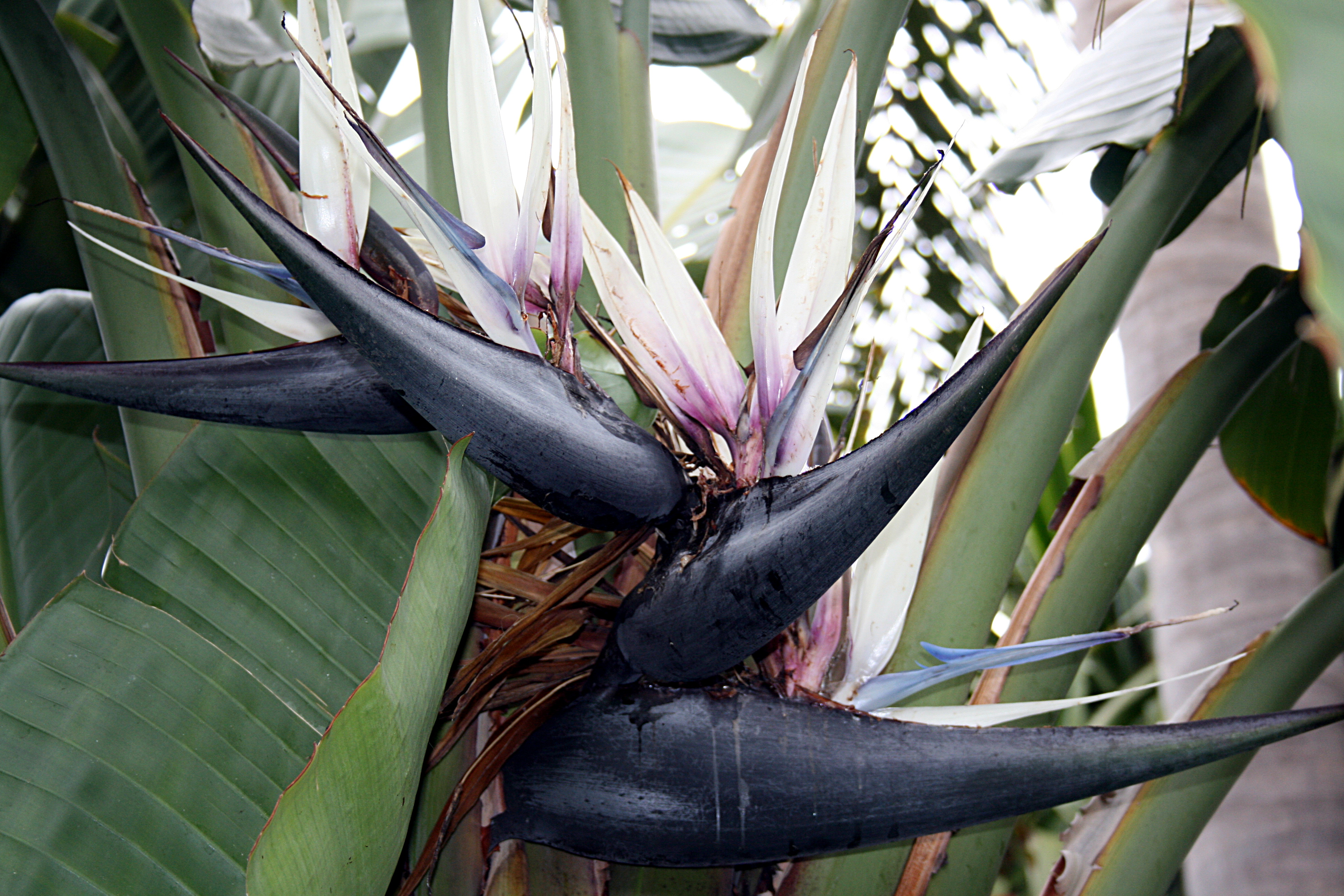
Blütenstand von Strelitzia nicolai

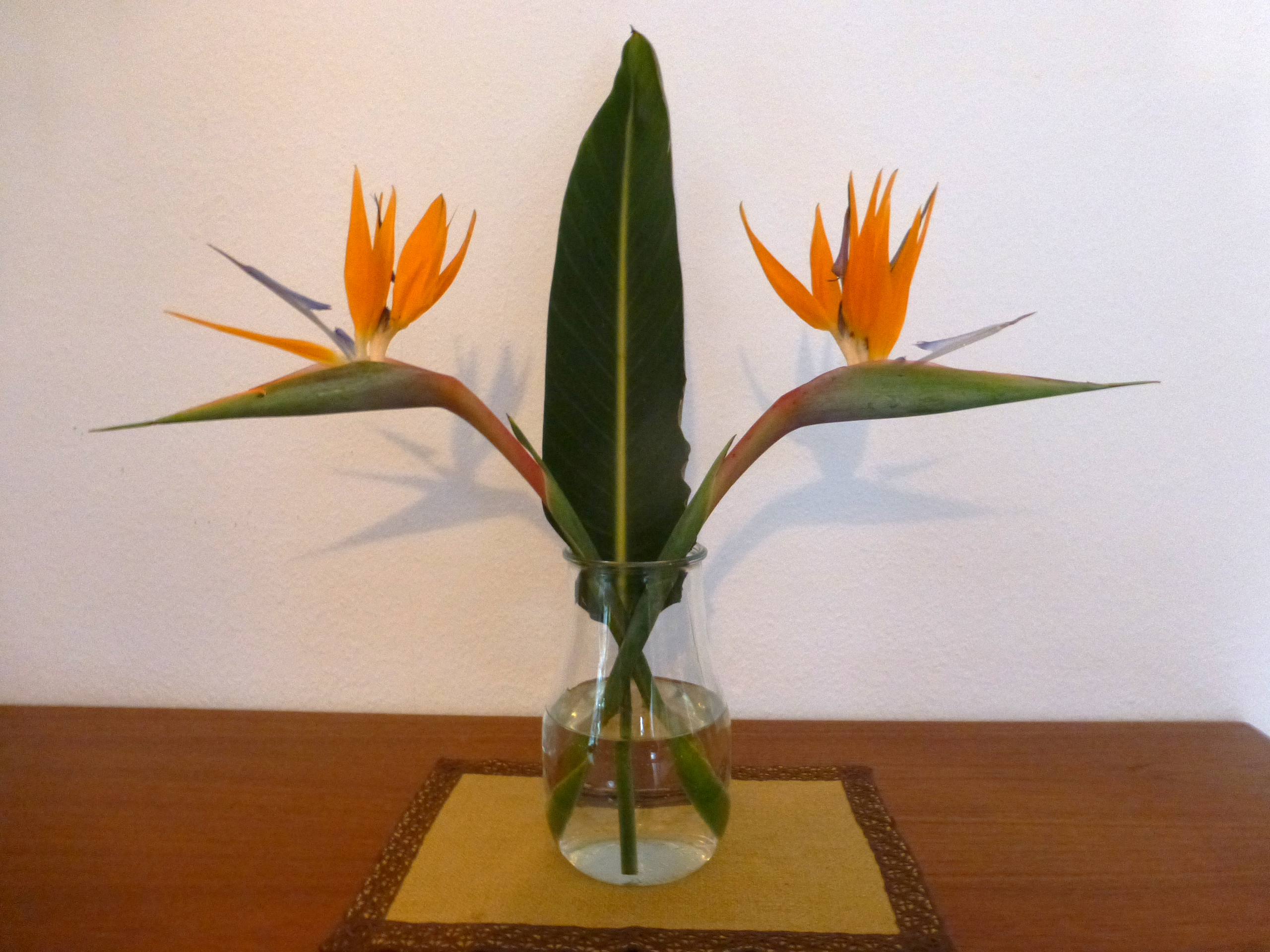
Strelitzia aus Funchal als Zimmerschmuckpflanze

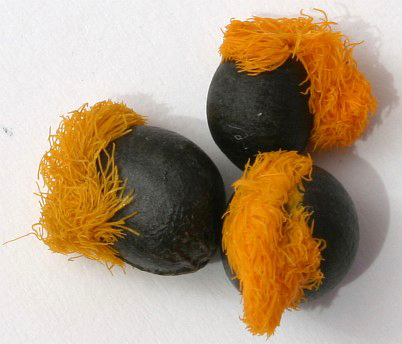
Schwarze Samen von Strelitzia reginae mit Durchmesser von etwa 7 mm und orangefarbenen Arillus

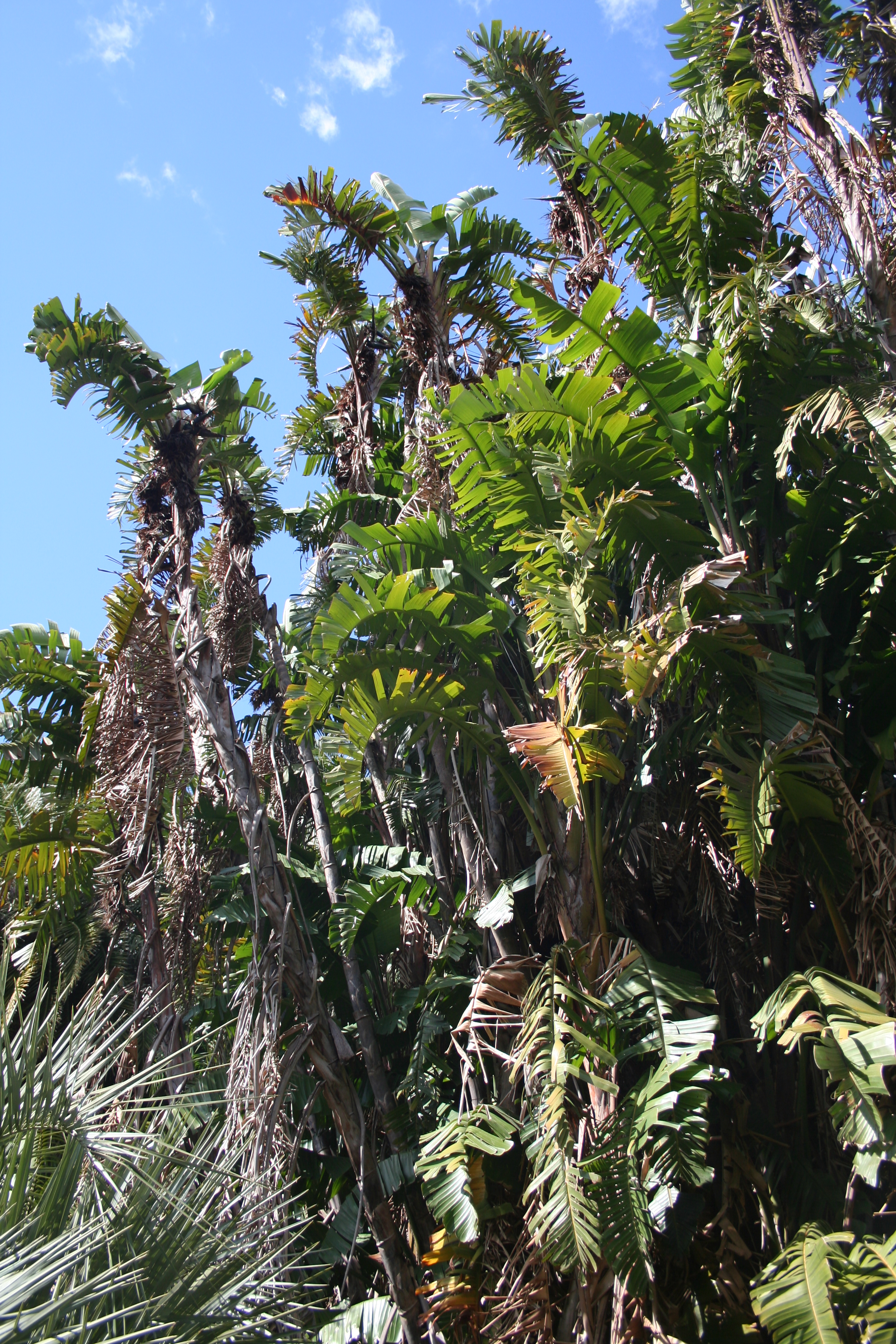
Habitus von Strelitzia alba

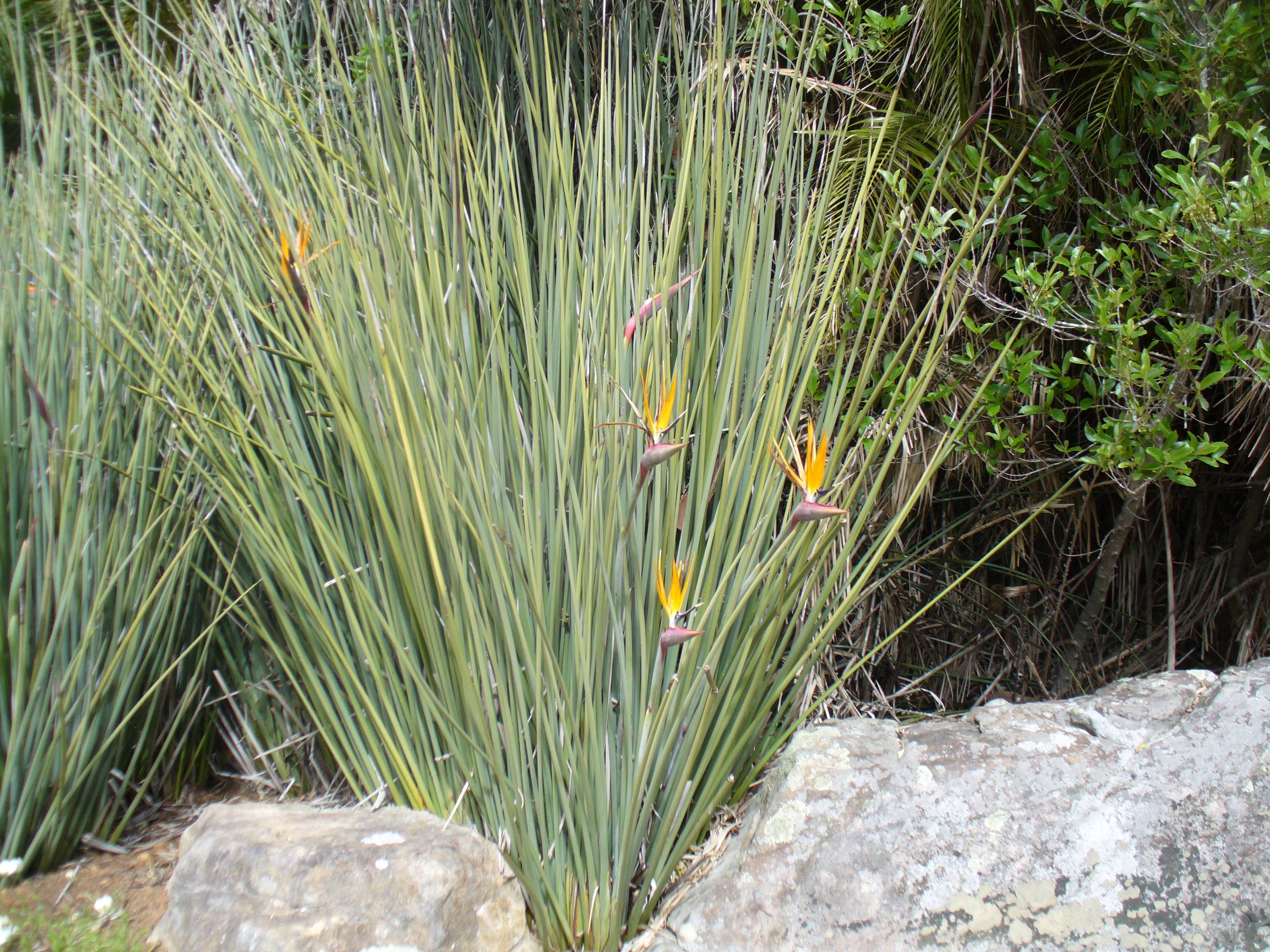
Binsen-Strelitzie (Strelitzia juncea)

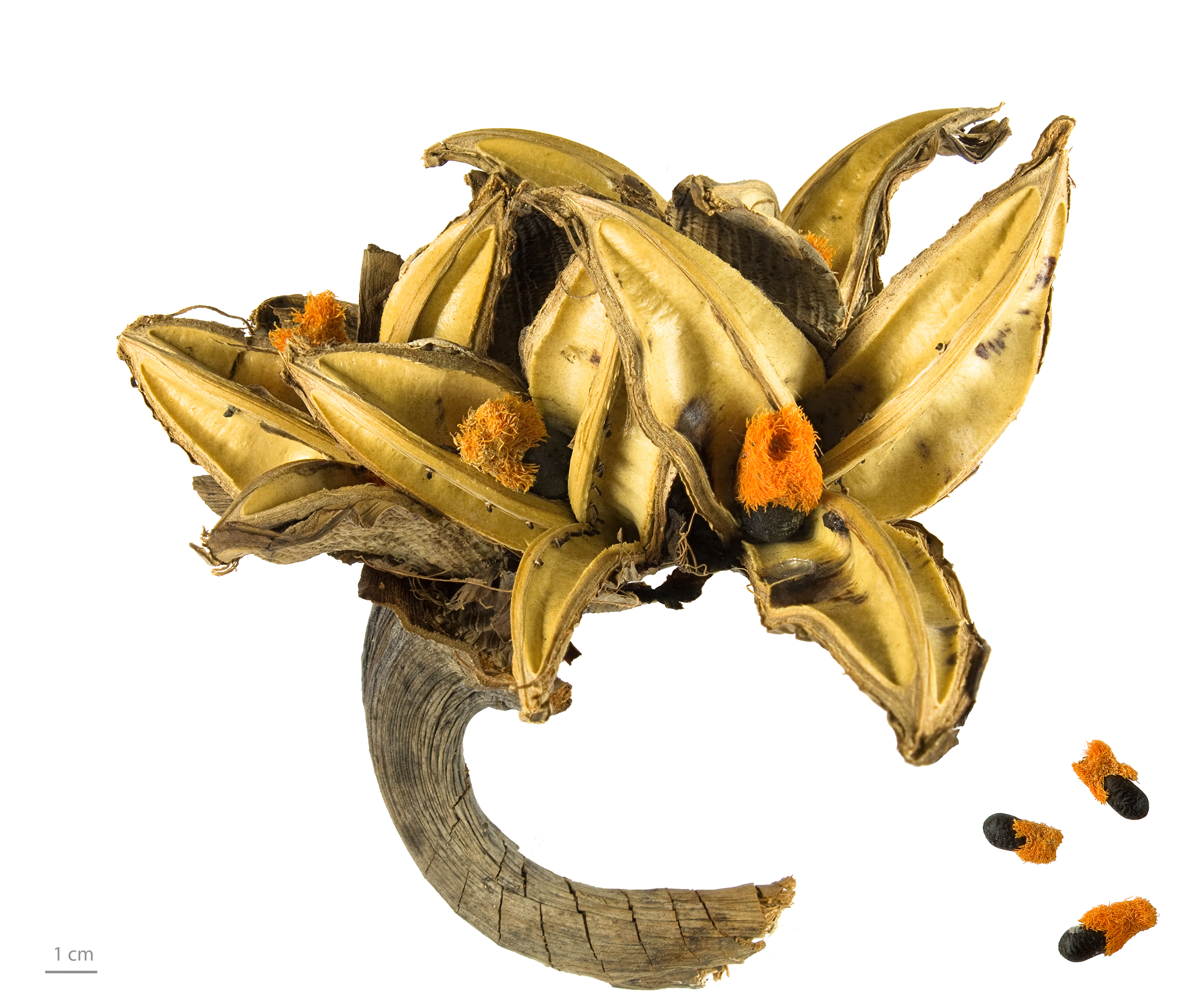
Strelitzia reginae, Früchte und Samen

### Vegetative Merkmale
Strelitzia-Arten sind große, ausdauernde krautige Pflanzen. Alle Arten bilden mit verzweigten Rhizomen Horste, drei Arten wachsen baumartig (Strelitzia nicolai, Strelitzia alba und Strelitzia caudata) und zwei Arten bilden keinen Stamm. Selten verzweigen sie sich dichotom. Die wechselständig und zweizeilig angeordneten Laubblätter sind in Blattscheide, Blattstiel und Blattspreite gegliedert. Die großen und einfachen Blattspreiten sind ganzrandig.

### Generative Merkmale
Der seitenständig auf einem mehr oder weniger langen Blütenstandsschaft stehende Blütenstand wird teilweise von einem kahnförmigen Hochblatt umhüllt. Die zwittrigen Blüten sind zygomorph und dreizählig. In zwei Kreisen stehen jeweils drei Blütenhüllblätter. Von den drei Blütenhüllblättern des äußeren Kreises ist das mittlere kleiner als die seitlichen. Von den inneren drei Blütenhüllblättern sind zwei groß, leuchtend gefärbt und pfeilartig verwachsen; sie umhüllen Griffel und Staubblätter. Das dritte Blütenhüllblatt ist klein. Es sind fünf fertile Staubblätter vorhanden, das ursprünglich sechste fehlt. Drei Fruchtblätter sind zu einem unterständigen Fruchtknoten verwachsen. In jeder der drei Fruchtknotenkammern gibt es zwei Reihen von Samenanlagen.
Es werden holzige Kapselfrüchte gebildet. Die Samen weisen einen orangefarbenen, wolligen Arillus auf.

## Systematik
Im Jahre 1773 erhielt der Leiter des Botanischen Gartens von London Joseph Banks Exemplare einer Art. Daraufhin wurde sie zu Ehren der britischen Königin Sophie Charlotte, einer geborenen Prinzessin von Mecklenburg-Strelitz und Gemahlin Königs Georg III., benannt.
Die Erstbeschreibung der Gattung Strelitzia erfolgte 1789 durch William Aiton in Hortus Kewensis, Band 1, S. 285.
Zur Gattung Strelitzia Ait. gehören etwa fünf Arten, die entlang der östlichen Küste Südafrikas (Hauptverbreitungsgebiet) bis Mosambik und ins östliche Hochland von Simbabwe vorkommen:
- - Weiße Strelitzie (Strelitzia alba (L. f.) Skeels, Syn.: Strelitzia angusta Thunb.)
  - Berg-Strelitzie (Strelitzia caudata R.A.Dyer)
  - Binsen-Strelitzie (Strelitzia juncea (Ker Gawl.) Link)
  - Baum-Strelitzie (Strelitzia nicolai Regel & K.Koch)
  - Paradiesvogelblume oder Königs-Strelitzie (Strelitzia reginae Banks, Syn.: Strelitzia parvifolia W.T.Aiton): Es ist eine beliebte Zierpflanze in tropischen Gärten, als Kübelpflanze in nicht tropischen Ländern und als lange haltbare Schnittblume.

## Trivia
In der Residenzstadt Neustrelitz repräsentiert seit 2011 die einzige Strelitzienkönigin Deutschlands auf verschiedenen Events. Die Stadtvertretung wählte dafür die ehemalige Miss Mecklenburg-Vorpommern, Romy Wibelitz, aus, weil sie in der Stadt geboren wurde und dort lebt.